# Zgornja Ložnica
Zgornja Ložnica – wieś w Słowenii, w gminie Slovenska Bistrica. W 2018 roku liczyła 393 mieszkańców.